# شوكة إسكية
الشوكة الإسكية أو الشوكة الوركية (بالإنجليزية: Ischial spine)‏ هي نتوءٌ بارزٌ رفيعٌ مثلثي الشكل، يتمد إلى خلف من الحد الخلفي لعظم الإسك، ويكون مختلفًا في الحجم من شخصٍ لآخر.

## السطوح
| السطح الخارجي | يوفر ارتباطًا للعضلة التوأمية العلوية                           |
| السطح الداخلي | يوفر ارتباطًا للعضلة العصعصية والرافعة الشرجية واللفافة الحوضية |
| الطرف البارز  | يرتبط فيه الرباط العجزي الشوكي.                                |

## الأهمية السريرية
يُمثل نقطة استدلال في التخدير الفرجي.

## معرض صور

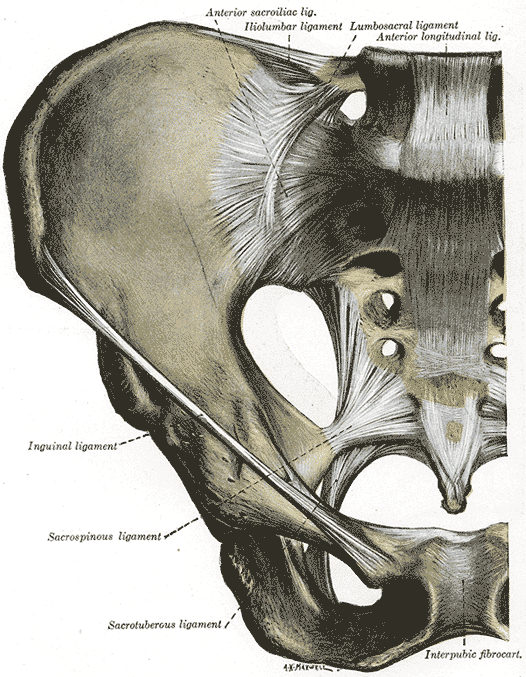
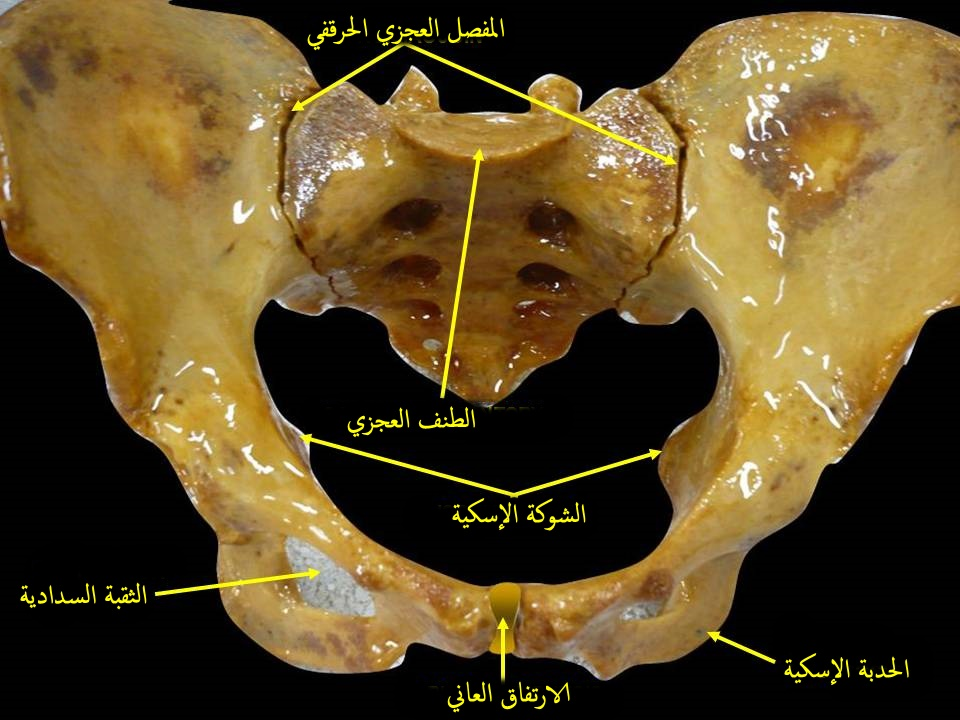
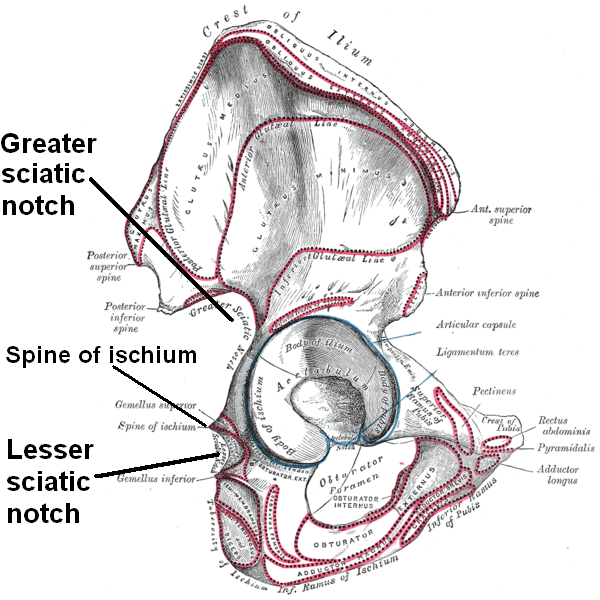

## روابط خارجية
- صور تشريحية:41:os-0105 في مركز داونستيت الطبي التابع لجامعة نيويورك - "The Female Perineum: Osteology"
- صور تشريحية:44:st-0724 في مركز داونستيت الطبي التابع لجامعة نيويورك - "The Male Pelvis"